# Cahiers Léopold Delisle
Les cahiers Léopold Delisle sont une revue d'histoire créée en 1947.
Cette revue publie deux fois par an des études consacrées à l'histoire de la Normandie.